# Suitable Flesh
Suitable Flesh är en amerikansk skräckfilm, baserad på H.P. Lovecrafts roman "The Thing on the Doorstep" från 1937 (skriven under år 1933), som hade begränsad biopremiär i USA den 27 oktober 2023. Filmen är skriven av Dennis Paoli, regisserad av Joe Lynch, och har Heather Graham, Judah Lewis, Bruce Davison, Johnathon Schaech och Barbara Crampton (även producent) i huvudrollerna. 

## Handling
Filmens handling kretsar kring psykiatrikern Elizabeth Derby, som en dag väljer att ta emot en ny patient vid namn Asa Waite, som hon tror bara är ännu en ung man med lite för mycket hjärnspöken. Men allt detta ska senare komma att förändras för Elizabeth, när denna Asa väljer att berätta för henne, att hans kropp emellanåt blir besatt av hans egen far. För det är då som hon mest inser, att detta är något helt annat utöver det vanliga, mer än vad hon kanske egentligen är van vid.

## Rollista
| Heather Graham      | – Elizabeth Derby    |
| Judah Lewis         | – Asa Waite          |
| Bruce Davison       | – Ephraim Waite      |
| Johnathon Schaech   | – Edward Derby       |
| Barbara Crampton    | – Dr. Daniella Upton |
| Graham Skipper      | – Patolog            |
| Brett Newton        | – Professor Fisk     |
| Chris McKenna       | – Crawley            |
| J. D. Evermore      | – Detektiv Ledger    |
| Ann Mahoney         | – Susan              |
| Jonah Ray Rodriguez | – Dave (ordningsman) |
| Joe Lynch           | – Ray (ordningsman)  |